# Eulengrube
Die Eulengrube ist eine Doline zwischen Gutenstein und Oberschmeien im Landkreis Sigmaringen, etwa 60 Meter westlich der Straße Schmeien–Nusplingen. Die als Naturdenkmal und unter dem Namen Doline Eulengrube & Höhle auch als geschütztes Geotop eingestufte Doline hat einen Einbruchtrichter von etwa zwölf Metern Durchmesser und acht Metern Tiefe. Am Grunde des Trichters befindet sich der Eingang zu einer Kalksteinhöhle, die auf 38 Metern Länge in eine Tiefe von 21 Metern führt.
Um die Eulengrube ranken sich Sagen. So soll die Doline, die ebendiesen Sagen zufolge bis zur Tiefe der Donau hinabgehen soll, zeitweise vom Geist Hudelmann und vom Eulengrubenweiblein bewohnt worden sein.
Anfang des 21. Jahrhunderts wurde die Doline wiederholt zur illegalen Abfallentsorgung missbraucht. Mitglieder der Bergwacht und des Schwäbischen Albvereins übernehmen ehrenamtliche die Pflege und Reinigung des Naturdenkmals.

## Die Sage vom Eulengrubenweiblein
Über die Eulengrube wird erzählt, dass dort in früheren Zeiten oft Wanderer einem Weiblein fast in Zwergengestalt begegnet seien, dass dort aus der Tiefe hervorstieg. Es habe die Wandernden nach dem Weg nach Unterschmeien gefragt. Habe man ihr geantwortet, so habe sie immer weiter gefragt. Fremde jedoch habe sie auf den falschen Weg geführt und tagelang herumirren lassen.
Mit zunehmender Verengung der Doline sei das Eulengrubenweiblein immer seltener aufgetaucht. So heißt es im Lied vom Eulengrubenweiblein:
„Unferne Unterschmeien, der Sage wohlbekannt,

da ist ein großer Erdfall, die Eulengrub’ genannt.

Oft steigt aus ihrer Tiefe ein Weiblein, eig’ner Art, 

wohl nur von Zwergesgröße, doch fein geputzt und zart.

Und Wand’rer, die hinunter ins Tal der Donau geh’n

seh’n oft die Unbekannte allein am Wege steh’n. 

‘Wo geht’s nach Unterschmeien?’, das selt’ne Weiblein fragt

und fraget immer wieder, so oft man ihr’s gesagt.

Oft kam es auch, dass Wand’rer – so wird es mir erzählt – 

das Weiblein selber frugen, wenn sie den Weg verfehlt; 

Von ihm doch irrgewiesen durchkreuzten Tage lang

sie oft die öden Fluren, verfolgt von Not und Drang.

Und wem sie auf dem Felde und auch im Wald erschien,

der zögerte nicht lange, der suchte zu entflieh’n. 

Weil stets in ihrer Nähe es jeder Seele graut 

und man den Geist des Bösen in ihrem Bilde schaut.

Oft wenn die Bauern hielten gemeinsam Mittagsruh'

kam aus dem Wald die Alte gar traulich auf sie zu. 

Und hat in ihrem Kreise es sich bequem gemacht

und aß von einem Brote, das sie sich mitgebracht.

Wer da um sie gewesen, wohl einem Jeden bot

sie freundlich zum Genusse von ihrem ‘guten Brot’.

Doch niemand hat gegessen und was sie hingelegt

es wurde mit der Erde des Ackers zugedeckt. 

So wird sie noch gefürchtet, obgleich es lange her, 

dass sie erschien so offen, nur selten kommt sie mehr. 

Es stellt die Eulengrube sich nicht so graus mehr dar,

stürzt mehr und mehr zusammen, verengt von Jahr zu Jahr. 

Vor Kurzem ging ein Bursche voll Übermut vorbei

an der verruf’nen Grube, sah nach, wie groß sie sei

und rief: ‘Du Grubenweiblein, komm noch einmal heraus.’

Da ließ den Kopf sie sehen – der Bursche lief nach Haus'.“